# Mind (tidskrift)
MIND är en referentgranskad akademisk tidskrift som ges ut kvartalvis av Oxford University Press på uppdrag av Mind Association. Efter att tidigare varit begränsad till analytisk filosofi har den idag i syfte att "ha kvalitet som enda kriteriet för publicering, utan begränsning på filosofiskt område, stil eller skola." Tidskriften delar institutionell hemvist  mellan Oxfords universitet och University College London. Tidskriften anses som en av de främsta av sitt slag.

## Historia och profil
Tidskriften grundades 1876 av den skotske filosofen Alexander Bain med hans kollega och tidigare student George Croom Robertson som chefredaktör. Tidskriften ägnade tidigt mycket utrymme åt frågan huruvida psykologi kunde vara en legitim naturvetenskap.
Under hela 1900-talet var Mind den ledande tidskriften inom analytisk filosofi. Under sina nya chefredaktörer Lucy O'Brien och Adrian William Moore började tidskriften runt 2015 ta emot uppsatser från alla filosofiska skolor.
Många uppmärksammade texter har publicerats i tidskriften av forskare som Charles Darwin, JME McTaggart och Noam Chomsky. Tre av de mest kända är utan tvekan Lewis Carrolls What the Tortoise Said to Achilles (1895), Bertrand Russells On Denoting (1905) och Alan Turings Computing Machinery and Intelligence (1950), där han först föreslog Turingtestet.

## Chefredaktörer
Följande personer har varit chefredaktörer:
- 1876–1891: George Croom Robertson[5]
- 1891–1920: George Frederic Stout
- 1921–1947: George Edward Moore
- 1947–1972: Gilbert Ryle
- 1972–1984: David Hamlyn
- 1984–1990: Simon Blackburn
- 1990–2000: Mark Sainsbury
- 2000–2005: Michael Martin
- 2005–2015: Thomas Baldwin
- 2015–nutid: Adrian William Moore och Lucy O'Brien

## Uppmärksammade artiklar

### Sent 1800-tal
- A Biographical Sketch of an Infant (1877) – Charles Darwin
- What is an Emotion? (1884) – William James
- Vad sköldpaddan sade till Akilles (1895) – Lewis Carroll

### Början av 1900-talet
- The Refutation of Idealism (1903) – GE Moore
- On Denoting (1905) – Bertrand Russell
- The Unreality of Time (1908) – JME McTaggart
- Does Moral Philosophy Rest on a Mistake?  – HA Prichard

### Mitten av 1900-talet
- The Emotive Meaning of Ethical Terms (1937) – Charles Leslie Stevenson
- Studies in the Logic of Confirmation (1945) – Carl G. Hempel
- The Contrary-to-Fact Conditional (1946) – Roderick M. Chisholm
- Computing Machinery and Intelligence (1950) – Alan Turing
- On Referring (1950) – PF Strawson ( online )
- Deontic Logic (1951) – GH von Wright
- The Identity of Indiscernibles (1952) – Max Black
- Evil and Omnipotence (1955) – JL Mackie
- Proper Names (1958) - John Searle

### Sent 1900-tal
- On the Sense and Reference of a Proper Name (1977) – John McDowell
- Fodors guide till mental representation (1985) – Jerry Fodor
- The Humean Theory of Motivation (1987) – Michael Smith
- Can We Solve the Mind–Body Problem? (1989) – Colin McGinn
- Conscious Experience (1993) – Fred Dretske
- Language and Nature  (1995) – Noam Chomsky